# فرودگاه صحرایی مکینلی
فرودگاه صحرایی مکینلی (به انگلیسی: McKinley Field) یک فرودگاه همگانی بهره‌برداری هوایی است که یک باند فرود آسفالت دارد و طول باند آن ۱۵۳۲ متر است. این فرودگاه در کشور ایالات متحده آمریکا قرار دارد و در ارتفاع ۱۷۹ متری از سطح دریا واقع شده‌است.